# Melinda Culea
Melinda Culea (Illinois, 5 de mayo de 1955) es una actriz estadounidense de ascendencia rumana.
Debutó en la televisión con la serie Dear Teacher en 1981. En 1983 participó en las dos primeras temporadas de la serie The A-Team como la reportera Amy Amanda Allen y durante los restantes años ochenta intervino en varias series como Hotel o Glitter. 
En la década de los 90 participó en series como Sensación de vivir, Star Trek: La Nueva Generación o Chicago Hope, aunque su intervención más recordada fue en la serie The X-Files en 1999, en el episodio "Alpha". Durante este período trabajó en películas como The Fisher King (1991) de Terry Gilliam, donde tenía un papel secundario. En 1995 participó en la serie Brotherly Love (emitida en España con el título de Más que hermanos).
Su último trabajo en el cine ha sido otro papel secundario en la película Dying on the Edge, protagonizada por John Heard en 2001.
Ha contraído matrimonio en dos ocasiones, y actualmente está casada con Peter Markle.

## Filmografía
- Dying on the Edge (2001) Anna
- Family Law (2001) Det. Cadden
- The X Files (1999) Karin Berquist
- Target Earth (1998) Allison, Emmett's Gang
- C-16: FBI (1997)
- Brotherly Love (19905 - 96) Claire Roman
- Buried Secrets (1996) Laura Vellum
- Down, Out & Dangerous (1995) CeCe Dryer
- Murder or Memory: A Moment of Truth Movie (1994) D. A Elizabeth Coil
- Chicago Hope (1994) Dina Russell
- Wagons East! (1994) Constance Taylor
- Through the Eyes of a Killer (1992) Alison Rivers
- Murder, She Wrote (1990 - 92) Sara Lloyd - Nicole Gary
- Likely Suspects (1992) Capt. Wendy Hewitt
- Star Trek: La nueva generación (1992) Soren
- Civil Wars (1990) Stacy
- El rey pescador (1991) Sitcom Wife
- Jake y el Gordo (1991) Ellen Webster
- Beverly Hills, 90210 (1990) Dr. Natalie Donner
- California (1989 - 90) Paula Vertosick
- Hospital (1983 - 87) Julie McPhail - McPhail
- Family Ties (1986 - 87)  Rebecca Ryan
- Dear Penelope and Peter (1986) Judy Berlin
- Glitter (1984 - 1985) Terry Randolph
- Hotel (1984) Agatha Deming - Adrianna Dupre
- The A-Team (1983) Amy Amanda Allen
- La isla de la fantasía (1983) Shelley James
- Gavilan (1982) Paula
- The Devlin Connection (1982)  Elizabeth Broderick
- The Rules of Marriage (1982) Holly Stone
- ABC Afterschool Specials (1982) Dallas Davis
- Dear Teacher (1981) Annie Cooper